# Tour de Francia 1959
El 46.º Tour de Francia se disputó entre el 25 de junio y el 18 de julio de 1959 con un recorrido de 4355 km. dividido en 22 etapas.
Participaron 120 ciclistas repartidos en 10 equipos de 12 corredores de los que solo llegaron a París 65 ciclistas sin que ningún equipo logrará finalizar la prueba con todos sus integrantes.
El vencedor, Federico Martín Bahamontes, que lograría la primera victoria absoluta para España, cubrió la prueba a una velocidad media de 35,474 km/h.

## Etapas
| Etapa | Fecha     | Recorrido                         | Distancia (km) | Ganador                    | Líder                      |
| ----- | --------- | --------------------------------- | -------------- | -------------------------- | -------------------------- |
| 1.ª   | 25 de jun | Mulhouse-Metz                     | 238            | André Darrigade            | André Darrigade            |
| 2.ª   | 26 de jun | Metz-Namur                        | 240            | Vito Favero                | André Darrigade            |
| 3.ª   | 27 de jun | Namur-Roubaix                     | 217            | Robert Cazala              | Robert Cazala              |
| 4.ª   | 28 de jun | Roubaix-Ruan                      | 230            | Dino Bruni                 | Robert Cazala              |
| 5.ª   | 29 de jun | Ruan-Rennes                       | 286            | Jean Graczyk               | Robert Cazala              |
| 6.ª   | 30 de jun | Blain-Nantes                      | 45 (CR)        | Roger Rivière              | Robert Cazala              |
| 7.ª   | 1 de jul  | Nantes-La Rochelle                | 190            | Roger Hassenforder         | Robert Cazala              |
| 8.ª   | 2 de jul  | La Rochelle-Burdeos               | 201            | Michel Dejouhannet         | Robert Cazala              |
| 9.ª   | 3 de jul  | Burdeos-Bayona                    | 207            | Marcel Queheille           | Eddy Pauwels               |
| 10.ª  | 5 de jul  | Bayona-Bagnères-de-Bigorre        | 235            | Marcel Jassens             | Michel Vermeulin           |
| 11.ª  | 6 de jul  | Bagnères-de-Bigorre-Saint-Gaudens | 119            | André Darrigade            | Michel Vermeulin           |
| 12.ª  | 7 de jul  | Saint-Gaudens-Albi                | 184            | Rolf Graf                  | Michel Vermeulin           |
| 13.ª  | 8 de jul  | Albi-Aurillac                     | 219            | Henri Anglade              | Jos Hoevenaers             |
| 14.ª  | 9 de jul  | Aurillac-Clermont-Ferrand         | 231            | André Le Dissez            | Jos Hoevenaers             |
| 15.ª  | 10 de jul | Puy de Dôme                       | 13 (CR)        | Federico Martín Bahamontes | Jos Hoevenaers             |
| 16.ª  | 11 de jul | Clermont-Ferrand-Saint-Étienne    | 210            | Dino Bruni                 | Eddy Pauwels               |
| 17.ª  | 13 de jul | Saint-Étienne-Grenoble            | 197            | Charly Gaul                | Federico Martín Bahamontes |
| 18.ª  | 14 de jul | Le Laudaret-Saint-Vincent         | 243            | Ercole Baldini             | Federico Martín Bahamontes |
| 19.ª  | 15 de jul | Saint-Vincent-Annecy              | 251            | Rolf Graf                  | Federico Martín Bahamontes |
| 20.ª  | 16 de jul | Annecy-Chalon-sur-Saône           | 202            | Brian Robinson             | Federico Martín Bahamontes |
| 21.ª  | 17 de jul | Seurre-Dijon                      | 69 (CR)        | Roger Rivière              | Federico Martín Bahamontes |
| 22.ª  | 18 de jul | Dijon-París                       | 331            | Joseph Groussard           | Federico Martín Bahamontes |

CR = Contrarreloj individual

## Clasificaciones

### Clasificación general
| Clasificación general |                     |                 |                   |
| Ciclista              | Ciclista            | Equipo          | Tiempo            |
| --------------------- | ------------------- | --------------- | ----------------- |
| 1.º                   | Federico Bahamontes | España          | 123 h 46 min 45 s |
| 2.º                   | Henry Anglade       | Centre-Midi     | + 4 min 01 s      |
| 3.º                   | Jacques Anquetil    | Francia         | + 5 min 05 s      |
| 4.º                   | Roger Rivière       | Francia         | + 5 min 17 s      |
| 5.º                   | François Mahé       | West/South-West | + 8 min 22 s      |
| 6.º                   | Ercole Baldini      | Italia          | + 10 min 18 s     |
| 6.º                   | Jan Adriaensens     | Bélgica         | + 10 min 18 s     |
| 8.º                   | Jos Hoevenaers      | Bélgica         | + 11 min 02 s     |
| 9.º                   | Gérard Saint        | West/South-West | + 17 min 40 s     |
| 10.º                  | Jean Brankart       | Bélgica         | + 20 min 38 s     |

### Clasificación por puntos
| Clasificación por puntos |                     |                           |        |
| Ciclista                 | Ciclista            | Equipo                    | Puntos |
| ------------------------ | ------------------- | ------------------------- | ------ |
| 1.º                      | André Darrigade     | Francia                   | 613    |
| 2.º                      | Gérard Saint        | West/South-West           | 524    |
| 3.º                      | Jacques Anquetil    | Francia                   | 503    |
| 4.º                      | Federico Bahamontes | España                    | 425    |
| 5.º                      | Charly Gaul         | Países Bajos/Luxemburgo   | 425    |
| 6.º                      | Rolf Graf           | Suiza/Alemania Occidental | 394    |
| 7.º                      | Roger Rivière       | Francia                   | 390    |
| 8.º                      | Jos Hoevenaers      | Bélgica                   | 387    |
| 9.º                      | Henry Anglade       | Centre-Midi               | 383    |
| 10.º                     | Michel Van Aerde    | Bélgica                   | 366    |

### Clasificación de la montaña
| Clasificación de la montaña |                     |                         |        |
| Ciclista                    | Ciclista            | Equipo                  | Puntos |
| --------------------------- | ------------------- | ----------------------- | ------ |
| 1.º                         | Federico Bahamontes | España                  | 73     |
| 2.º                         | Charly Gaul         | Países Bajos/Luxemburgo | 68     |
| 3.º                         | Gérard Saint        | West/South-West         | 65     |
| 4.º                         | Valentin Huot       | Centre-Midi             | 42     |
| 5.º                         | Roger Rivière       | Francia                 | 27     |
| 6.º                         | Louis Bergaud       | Centre-Midi             | 24     |
| 7.º                         | Adolf Christian     | Internacionales         | 19     |
| 7.º                         | Michele Gismondi    | Italia                  | 19     |
| 9.º                         | Henry Anglade       | Centre-Midi             | 15     |
| 10.º                        | François Mahé       | West/South-West         | 14     |

### Clasificación de la combatividad
| Clasificación de la combatividad |                     |                        |        |
| Ciclista                         | Ciclista            | Equipo                 | Puntos |
| -------------------------------- | ------------------- | ---------------------- | ------ |
| 1.º                              | Gérard Saint        | West/South-West        | 243    |
| 2.º                              | Henry Anglade       | Centre-Midi            | 169    |
| 3.º                              | Federico Bahamontes | España                 | 102    |
| 4.º                              | Michele Gismondi    | Italia                 | 101    |
| 5.º                              | Rolf Graf           | Suiza/Alemania Federal | 101    |
| 6.º                              | Brian Robinson      | Internacionales        | 84     |
| 7.º                              | Marcel Queheille    | West/South-West        | 84     |
| 8.º                              | Eddy Pauwels        | Bélgica                | 82     |
| 9.º                              | Valentin Huot       | Centre-Midi            | 75     |
| 10.º                             | Louis Bergaud       | Centre-Midi            | 68     |

### Clasificación por equipos
| Clasificación por equipos |                           |                   |
| Equipo                    | Equipo                    | Tiempo            |
| ------------------------- | ------------------------- | ----------------- |
| 1.º                       | Bélgica                   | 372 h 02 min 13 s |
| 2.º                       | Francia                   | + 31 min 25 s     |
| 3.º                       | Centre-Midi               | + 59 min 01 s     |
| 4.º                       | West/South-West           | + 1 h 17 min 38 s |
| 5.º                       | España                    | + 2 h 17 min 22 s |
| 6.º                       | Italia                    | + 3 h 11 min 27 s |
| 7.º                       | Países Bajos/Luxemburgo   | + 3 h 15 min 00 s |
| 8.º                       | Suiza/Alemania Occidental | + 4 h 11 min 47 s |
| 9.º                       | Internacionales           | + 4 h 34 min 57 s |
| 10.º                      | Paris/North-East          | + 4 h 45 min 19 s |

## Lista de corredores
| HOLANDA / LUXEMBURGO | BÉLGICA | ITALIA |
| - 1. Charly Gaul - 2. Aldo Bolzan - 3. Marcel Ernzer - 4. Jempy Schmitz (A 10.ª) - 5. Piet Damen - 6. Daan De Groot (A 10.ª) - 7. Piet De Jongh (A 14.ª) - 8. Jaap Kersten - 9. Abraham Kool (A 14.ª) - 10. Martin Van Den Borgh (A 13.ª) - 11. Piet Van Est (A 13.ª) - 12. Gerrit Voorting (A 14.ª)                                                       | - 21. Jan Adriaenssens - 22. Jean Brankart - 23. Kamiel Buysse - 24. Alfred de Bruyne - 25. Armand Desmet - 26. Jos Hoevenaers - 27. Marcel Janssens - 28. Eddy Pauwels - 29. Jozef Planckaert - 30. Michel Van Aerde - 31. Martin Van Geneugden - 32. Guillaume Van Tongerloo (A 10.ª)                                                  | - 41. Pierino Baffi - 42. Ercole Baldini - 43. Waldemaro Bartolozzi - 44. Dino Bruni - 45. Aurelio Cestari - 46. Nello Fabbri - 47. Roberto Falaschi (A 22ª) - 48. Giuseppe Fallarini (A 12.ª) - 49. Vito Favero (A 11.ª) - 50. Michele Gismondi - 51. Arrigo Padovan - 52. Ernesto Bono                                                                                  |
| FRANCIA | ESPAÑA | SUIZA / ALEMANIA |
| - 61. Jacques Anquetil - 62. Louison Bobet (A 18.ª) - 63. Robert Cazala - 64. André Darrigade - 65. Pierre Everaert (A 13.ª) - 66. Raphaël Géminiani - 67. Jean Graczyk - 68. Roger Hassenforder (A 15.ª) - 69. Raymond Mastrotto (HD 15.ª) - 70. René Privat (A 16.ª) - 71. Roger Rivière - 72. Jean Stablinski (A 13.ª)                                  | - 81. Federico Bahamontes - 82. José-Herrero Berrendero (A 13.ª) - 83. Juan Campillo - 84. José Gómez del Moral - 85. Jesús Galdeano (A 13.ª) - 86. Aniceto Utset (HD 15.ª) - 87. René Marigil (A 19.ª) - 88. Fernando Manzaneque - 89. Luis Otaño (A 13.ª) - 90. Julio San Emeterio - 91. Carmelo Morales - 92. Antonio Suárez (A 13.ª) | - 101. Ernest Ecuyer (A 13.ª) - 102. Rolf Graf - 103. Hans Hollenstein (A 8.ª) - 104. Emanuel Plattner (A 13.ª) - 105. Max Schellenberg (A 14.ª) - 106. Attilio Moresi (A 13.ª) - 107. Ernst Traxel - 108. Otto Altweck (A 8.ª) - 109. Lothar Friedrich - 110. Mathias Loder (A 18.ª) - 111. Winfried Ommer (A 8.ª) - 112. Franz Reitz                                    |
| INTERNACIONAL | CENTRE - MIDI | PARIS - NORD-EST |
| - 121. Adolf Christian - 122. Richard Durlacher (A 10.ª) - 123. Arne Jonsson (A 9.ª) - 124. Ole-Bent Retvig (A 7.ª) - 125. John Andrews (A 3.ª) - 126. Tony Hewson (A 7.ª) - 127. Brian Robinson - 128. Seamus Elliott (HD 14.ª) - 129. Vic Sutton - 130. Thadeusz Wierucki (A 20.ª) - 131. Antonino Baptista (HD 19.ª) - 132. José-Sousa Cardoso (A 17.ª) | - 141. Jean Anastasi (A 4.ª) - 142. Henry Anglade - 143. Louis Bergaud - 144. Louis Bisilliat - 145. Manuel Busto - 146. Michel Dejouhannet (HD 13.ª) - 147. Jean Dotto - 148. Jean Forestier - 149. Bernard Gauthier (A 13.ª) - 150. Valentin Huot - 151. Marcel Rohrbach - 152. Louis Rostollan                                        | - 161. Jean-Claude Annaert (A 18.ª) - 162. Jean Hoffmann (A 15.ª) - 163. Jacques Champion (A 7.ª) - 164. Edouard Delberghe - 165. Raymond Hoorelbeke - 166. Stéphane Lach (A 19.ª) - 167. André Le Dissez (A 16.ª) - 168. Jean-Claude Lefebvre (HD 14.ª) - 169. Orphée Meneghini (A 19.ª) - 170. René Pavard (A 13.ª) - 171. Jean Robic (HD 20.ª) - 172. Michel Vermeulin |
| OUEST - SUD-OUEST | | |
| - 181. Max Bleneau - 182. Albert Bouvet (A 13.ª) - 183. Jean Gainche (A 18.ª) - 184. Joseph Groussard - 185. Félix Lebuhotel - 186. François Mahé - 187. Fernand Picot - 188. Francis Pipelin (A 14.ª) - 189. Marcel Queheille - 190. Gérard Saint - 191. Tino Sabbadini - 192. Joseph Thomin                                                              | | |

A : Abandonó HD : Fuera de control